# Harry Entwistle
Mons. Harry Entwistle (* 31. května 1940, Chorley) je anglický, římskokatolický kněz a emeritní ordinář osobního ordinariátu Naší Paní Jižního kříže.

## Život
Narodil se 31. května 1940 v Chorley. Pokřtěn byl 7. července 1940 v anglikánské farnosti. Navštěvoval St Chad's Theological College Durham University. Dne 20. září 1964 byl vysvěcen na anglikánského kněze. Působil v různých farnostech v Lancashire např. Fleetwood, Hardwick a Cubligton, a poté byl vězeňským kaplanem.
Roku 1988 emigroval do Austrálie a působil ve farnosti a ve své vězeňské činnosti kaplana diecéze Perth. V letech 1992-1999 působil jako arcijáhen a kněz v Northamu a poté jako farní kněz v Mount Lawley. Roku 2006 vstoupil do Anglikánské katolické církve a stal se členem Tradicionalistické anglikánské komunity. V letech 2006-2012 byl územním biskupem západu.
Po přijetí do Římskokatolické církve a vysvěcení na jáhna byl 15. června 2012 arcibiskupem Timothy Costelloeem vysvěcen v katedrále sv. Marie v Perthu na kněze.
Dne 15. června 2012 ho papež Benedikt XVI. jmenoval ordinářem nově vzniklého osobního ordinariátu Naší Paní Jižního kříže.
Dne 5. dubna 2013 mu byl udělen titul Apoštolský protonotář.
Dne 26. března 2019 přijal papež František jeho rezignaci na post osobního ordináře.